# カール・ゴードン・ヘナイズ
カール・ゴードン・ヘナイズ（Karl Gordon Henize ([ˈhɛnaɪz]; 1926年10月17日 - 1993年10月5日）は、アメリカの天文学者、宇宙科学者、アメリカ航空宇宙局 (NASA) の宇宙飛行士。マコーミック天文台、ウィルソン山天文台、スミソニアン天体物理観測所などアメリカ各地の天文台や、南アフリカ共和国のラモント-ハッシー天文台、オーストラリアのストロムロ山天文台など世界各地の天文台に駐在した経験を持つ。アポロ15号やスカイラブ2号、3号、4号の宇宙飛行士サポートクルーを務めた後、1985年7月から8月にかけてのスペースシャトル・チャレンジャーのミッションSTS-51-Fにミッションスペシャリストとして参加した。
1993年10月5日、NASAの機器テストのためにエベレスト山登山中に高山病で他界した。

## 幼少期と教育
カール・ヘナイズは、1926年10月17日、オハイオ州シンシナティでフレッドとメイベルのヘナイズ夫妻の三男として生を受けた。シンシナティ郊外の小さな酪農場で育ったヘナイズの少年時代のヒーローは『バック・ロジャース』とエベレスト山登頂に世界で初めて成功した登山家エドモンド・ヒラリー卿だった。幼い頃から宇宙に魅せられていたヘナイズだが、彼の幼少期にはまだ宇宙飛行が実現されていなかったため、彼の関心は天文学へと向かった。ヘナイズはボーイスカウトにも加入していたが、唯一獲得できたメリットバッジも天文学に関するものであった。
ヘナイズは、オハイオ州のプレーンビルとマリエモントの小中学校に通った。マリエモントの高校では、野球と体操のチームに入った。第二次世界大戦の勃発に伴い、彼は高校を卒業しない代わりにV-12海軍大学訓練プログラムに参加すること選択し、オハイオ州グランビルのデニソン大学へ、さらにバージニア大学へと進学した。海軍士官候補生となる前に大戦が終結したため、彼は海軍予備役となった。以降、1967年に宇宙飛行士となる際に徴兵資格を放棄するように要求されるまで、A1の徴兵資格を保持していた。バージニア大学では、1947年に数学で学士号を取得、1948年には修士号を取得し、同時にマコーミック天文台で研究を行った。1948年から1951年にかけては、ミシガン大学天文台の観測員として南アフリカ共和国のブルームフォンテンにあるラモント＝ハッシー天文台に駐在した。その間、南天の水素輝線を示す星や星雲を探すために対物プリズム分光観測に取り組んだ。ここから、生涯に亘る輝線天体の研究が始まった。1954年にはミシガン大学から天文学の博士号を授与された。
1952年にキャロライン・ローズ・ウェーバーと出会い、翌年に結婚。彼女との間にカート、マルシア、スカイ、ヴァンスの4人の子供をもうけた。

## 経歴

### 研究者として

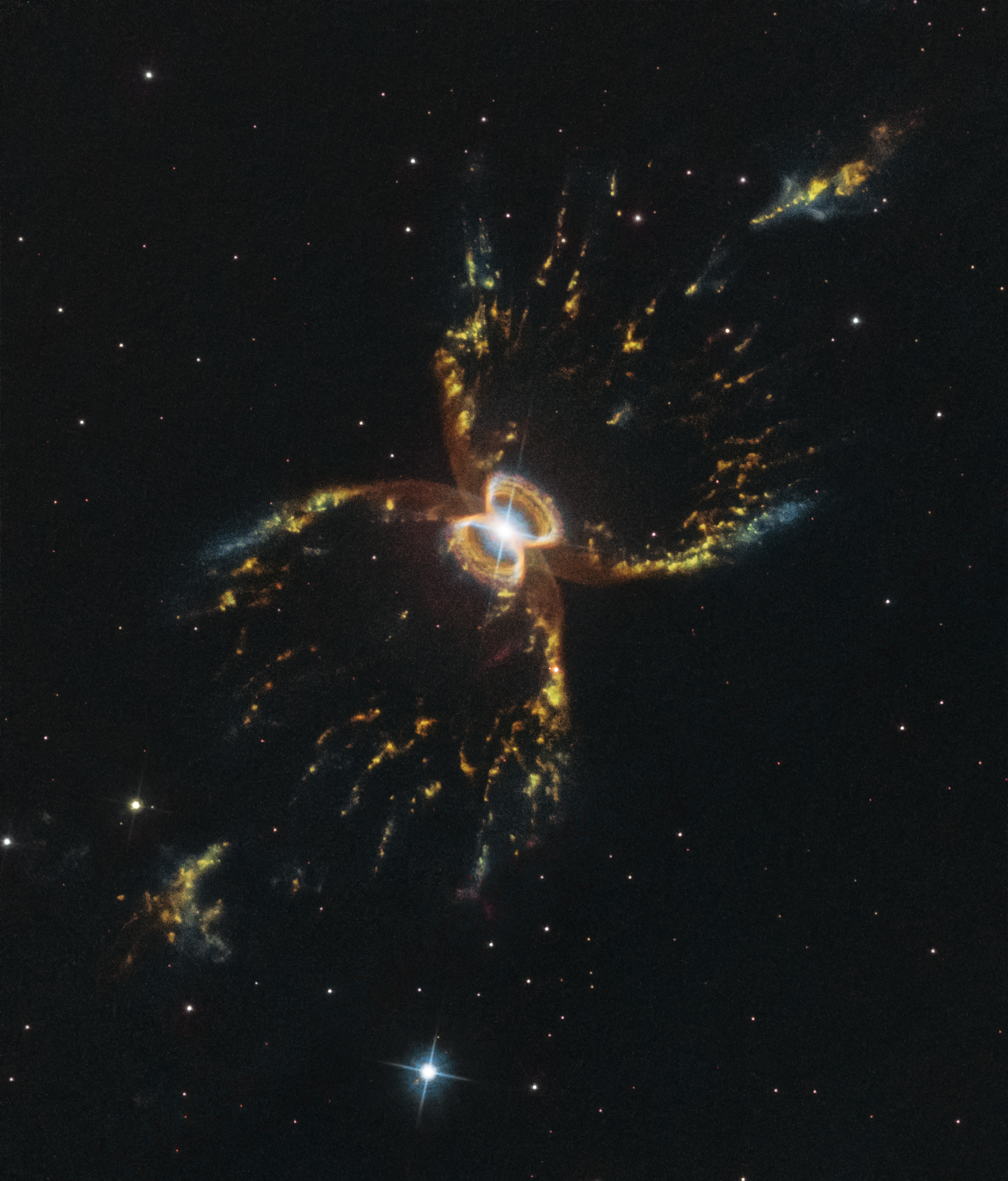
「南のかに星雲」の別名で知られる双極性星雲Hen2-104。

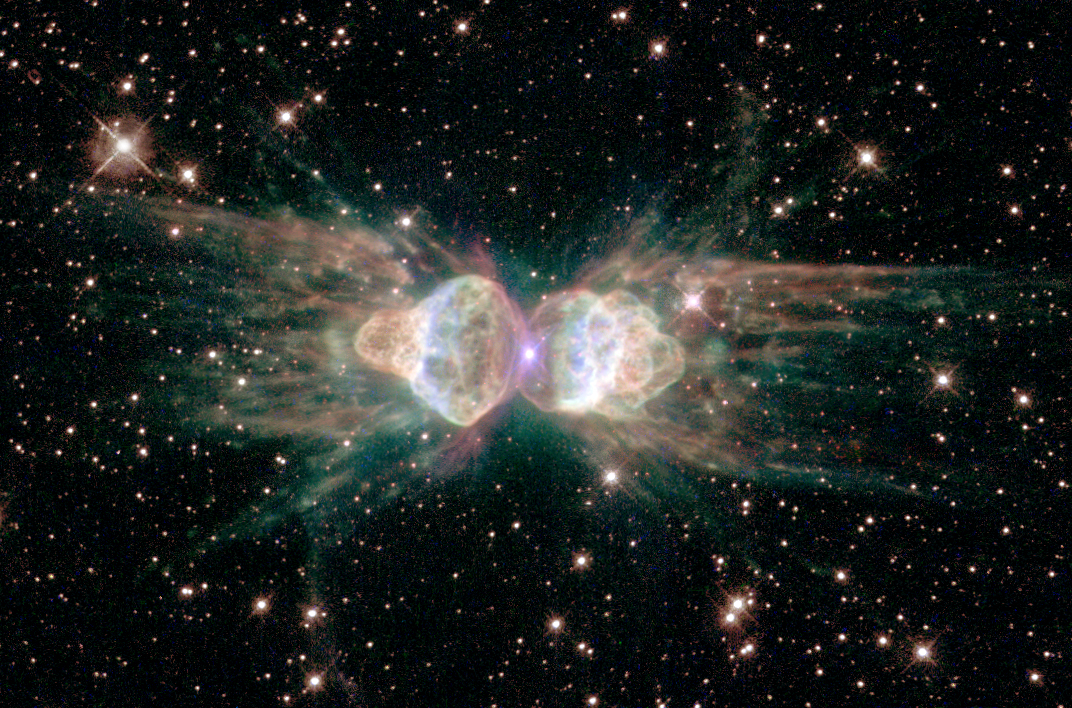
「アリ星雲」の別名で知られる双極性星雲Hen2-154。

1954年にカリフォルニア州パサデナのウィルソン山天文台のカーネギー・ポスドクフェローとなり、引き続き輝線星や輝線星雲の分光学的・測光学的研究に勤しんだ。1956年から1959年の間はスミソニアン天体物理観測所 (SAO) の上級天文学者として、国際地球観測年の一環として開始されたSAOの「衛星追跡プログラム (the Satellite Tracking Program, STP)」に携わった。STPは、地球上12か所のカメラステーションに設けられたベーカー＝ナン・カメラで衛星の写真を数多く正確に撮り、人工衛星の軌道を正確に求めることを目的としていた。ヘナイズは、ベーカー＝ナン・カメラによる衛星追跡局の世界的ネットワークの開発と運用を担当した。
ヘナイズは、1959年にノースウェスタン大学天文学科の助教授となり、1964年には教授に昇格した。教鞭を執るかたわらで、惑星状星雲、化学特異星、S型星、T型アソシエーションなどの研究も進めた。1961年から1962年にかけてはオーストラリアのキャンベラ郊外にあるストロムロ山天文台の客員観測員としてウプサラの20/26インチシュミット式望遠鏡や74インチ反射望遠鏡などの観測機器を使用した。
またヘナイズは、紫外光学系や有人宇宙飛行に適した天文学プログラムの研究にも従事した。彼は、ジェミニ10号、11号、12号のミッションにわたって行われた、宇宙飛行中に恒星の紫外線スペクトルを得る実験「S-013」の主任研究員を務めた。彼はまた、NASAの宇宙ステーションスカイラブに搭載する口径6インチの対物プリズム分光器を使用して暗い星の紫外線スペクトルを得る実験「S-019」の主任研究員も務めた。
1974年から1978年まで、ヘナイズはスペースラブ用に提案された口径1 mの紫外線望遠鏡「STARLAB」のNASA Facility Definition Team の議長を務めた。1978年から1980年にかけては、Spacelab Wide-Angle Telescope のためのワーキンググループの議長を務めた。1979年からは、国際天文学連合（IAU）のSpace Schmidt Survey のワーキンググループの議長を務め、1 m全反射シュミット式望遠鏡を用いた遠紫外線波長での深宇宙探査を提案したリーダーの一人となった。
ヘナイズは、主著あるいは共著者として天文学に関わる75本以上の論文を残した。1956年に発表した「Catalogues of Hα-Emission Stars and Nebulae in the Magellanic Clouds」には、大小のマゼラン雲にある輝線星や輝線星雲が列挙されている。このカタログに記録されたHII領域の1つ「LHA 120-N 206A」は、彼の名を取って「Henize 206」とも呼ばれる。また、1961年から1976年にかけて惑星状星雲や共生星、輝線星に関するカタログを発表しており、カタログに記載された天体には「Hen 2-104」（通称「南のかに星雲 (Southern Crab Nebula)」）、「Hen 2-154」（通称「アリ星雲 (Ant Nebula)」）など、 Henizeの「Hen」を頭文字とした呼称が一般に使われている。

### 「科学者宇宙飛行士」として
1963年、ヘナイズは最初の科学者宇宙飛行士グループに応募したが、当時は35歳という年齢制限があったため、既に37歳となっていた彼は応募が認められなかった。1966年9月にNASAが再度科学者宇宙飛行士を募集した際、ヘナイズは宇宙飛行士選抜を担当するディーク・スレイトンに問い合わせを入れ、特に優れた個人には年齢制限が適用されないことを確認した後に応募し、1967年8月に科学者宇宙飛行士に選抜された。飛行機の操縦経験のなかったヘナイズは、オクラホマ州のヴァンス空軍基地で53週間のジェットパイロット養成プログラムと初期教育を受講・修了した。その後、生涯でジェット機の飛行時間2,300時間を記録している。
アポロ15号のミッションでは宇宙飛行士サポートクルーとCAPCOMのメンバーを務めた。このミッションでは、操縦よりも科学的な面での支援が必要と考えられたため、サポートクルー全員が科学者宇宙飛行士で構成されていた。彼はスカイラブ2号、3号、4号のミッションでも宇宙飛行士サポートクルーを務めた。1977年の宇宙実験室シミュレーションミッション「ASSESS-2」ではミッションスペシャリストを務めた。

#### STS-51-F

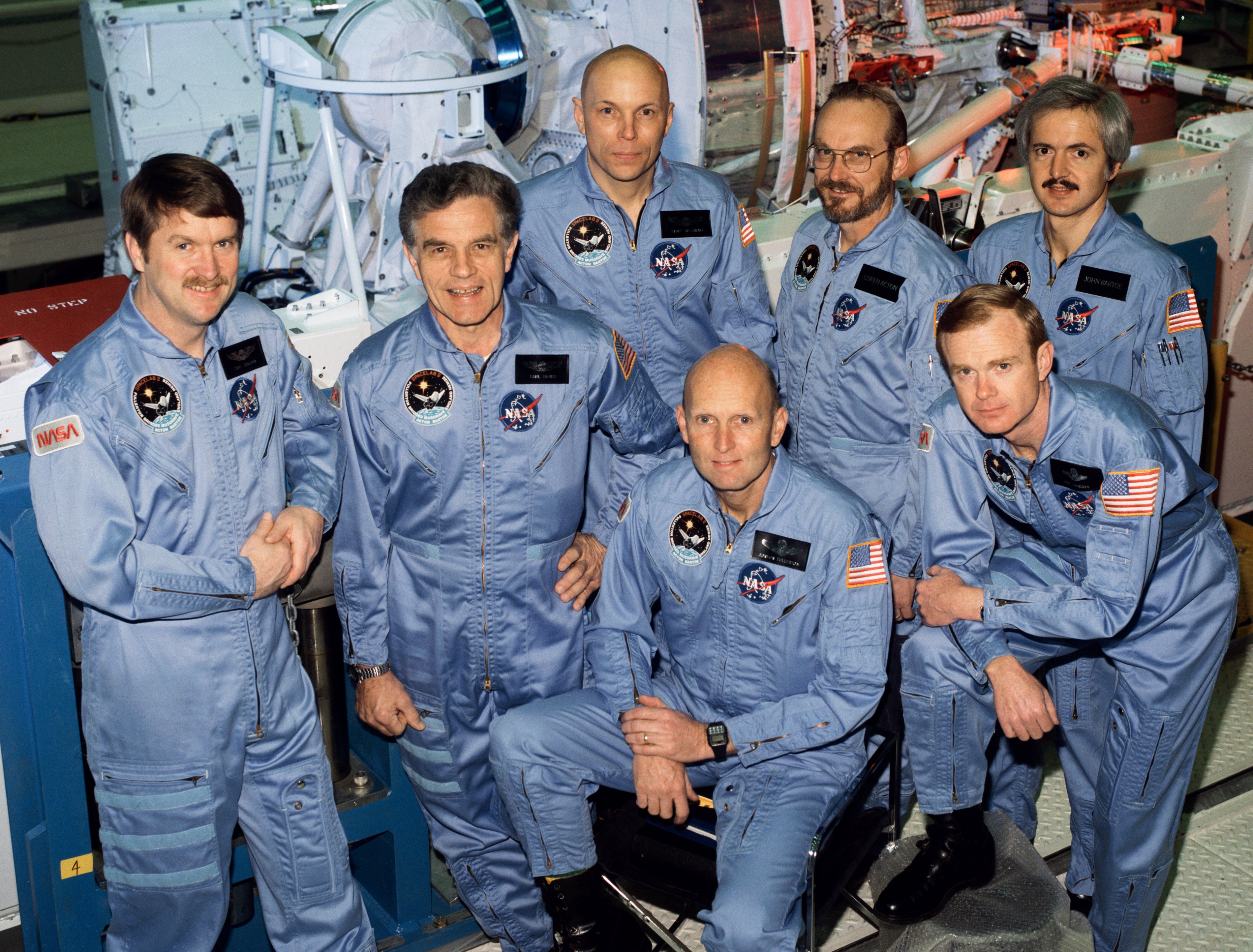
STS-51-Fのクルー。左から2番目がヘナイズ。

約18年間という長い飛行待ちの期間を経て、ヘナイズはスペースシャトル・チャレンジャーの「スペースラブ2ミッション (STS-51-F)」にミッションスペシャリストとして参加することとなった。このミッションには彼のほか、船長のゴードン・フラートン、パイロットのロイ・D・ブリッジズ、ミッションスペシャリストのアンソニー・W・イングランドとF・ストーリー・マスグレイブ博士、ペイロードスペシャリストのローレン・アクトン博士とジョン=デヴィッド・バルトー博士が参加した。このミッションは、Instrument Pointing System (IPS) を運用した初めてのミッションでもあった。IPSは13の主要な実験機器を搭載しており、その内訳は天文学と太陽物理学の分野が7、地球の電離層の研究が3、生命科学の実験が2、超流動ヘリウムの性質の研究が1であった。ヘナイズは、IPSの試験と運用、リモートマニピュレータシステム (RMS) の運用、スペースラブのシステムの保守、いくつかの実験の操作を担当した。

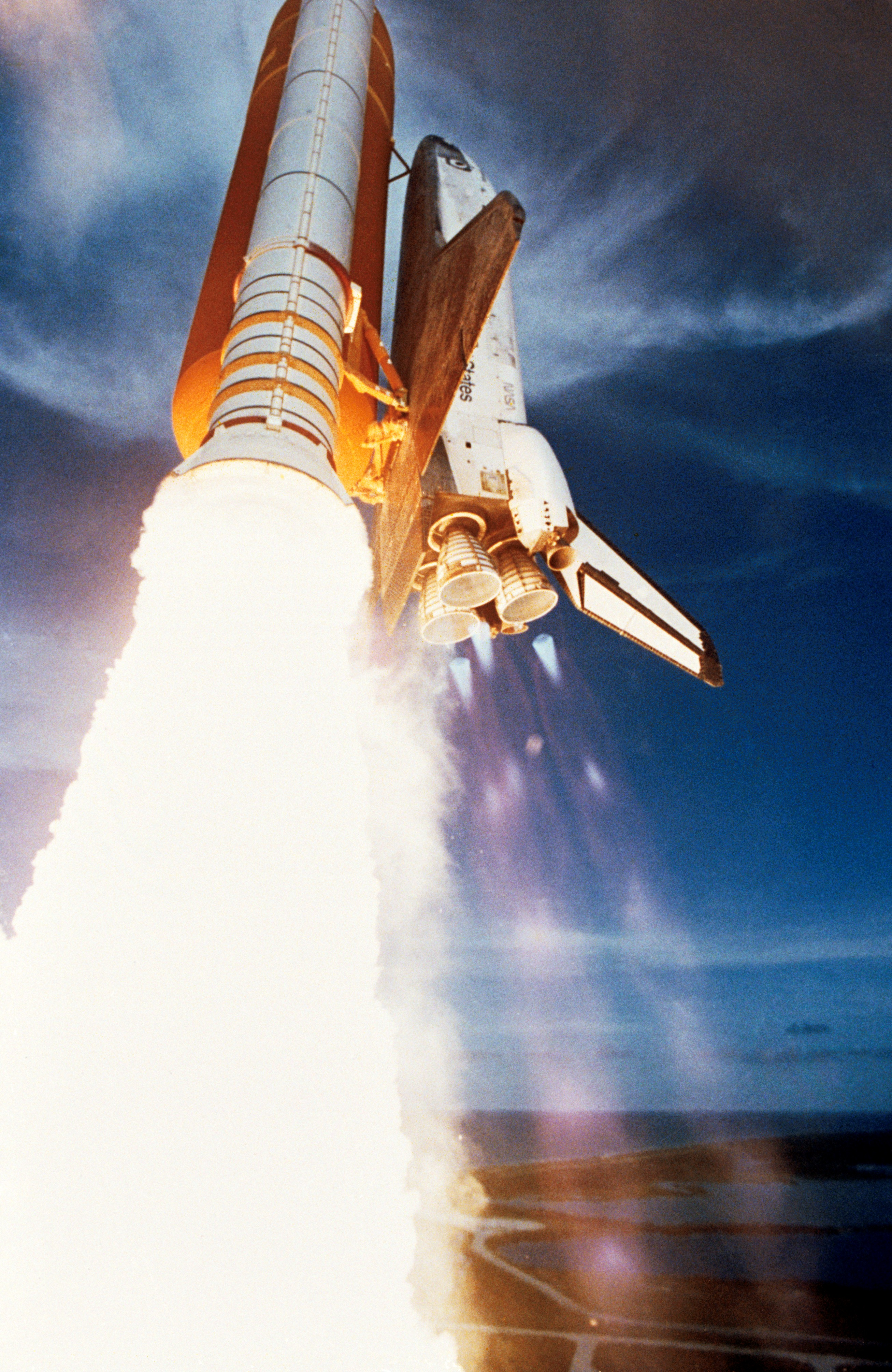
1985年7月29日のSTS 51-Fの打ち上げ。

当初は1985年7月12日打ち上げ予定だったが、センサーの不具合でメインエンジンが打ち上げ直前に停止したため打ち上げが延期された。およそ2週間後の1985年7月29日、チャレンジャー号はフロリダ州ケネディ宇宙センターから打ち上げられた。チャレンジャーは地球を126回周回した後の1985年8月6日に、カリフォルニア州のエドワーズ空軍基地に着陸した。この飛行でヘナイズは190時間の宇宙滞在を記録した。また、58歳での宇宙飛行は、当時のアメリカ人最年長記録となった。 

### 宇宙飛行士引退後
1986年にヘナイズは宇宙飛行士を引退し、リンドン・B・ジョンソン宇宙センターの宇宙科学部門の上級科学者に就任した。ここでは、スペースデブリとそれが宇宙ステーションに与える影響について研究した。彼は、直径10-100 センチメートルのデブリが想定されていたよりもはるかに多いことを発見するなど、スペースデブリ関連の研究に大きな影響を残した。事故死する直前には、地上高度36,000 キロメートルの静止衛星軌道にあるスペースデブリを検出する野心的な観測計画に着手していた。

## 死
67歳の誕生日を迎える12日前の1993年10月5日、ヘナイズはエベレスト山でこの世を去った。
当時NASAを休職中の彼は、イギリスの研究グループ「ハイアドベンチャーBVI」とともにエベレストへと向かった。ヘナイズは、組織等価比計数管 (Tissue Equivalent Proportional Counter, TEPC) を、17,000 フィート (ft) 、19,000 ft、21,000 ftのそれぞれ異なる高度でテストするつもりだった。TEPCは、人体に放射線が照射された際に体組織の挙動を含めどのような影響が現れるかを明らかにするもので、長期の宇宙ミッションの計画立案に当たって重要となるものであった。TEPCの実験データはNASAとBVIで共有される予定であった。
ネパールのカトマンズと中国の遠征ベースキャンプで高所順応を行ったのち、ハイアドベンチャーBVIの3人のメンバーと共に1993年10月4日に登山を開始したヘナイズだったが、標高22,000 ftにある前方ベースキャンプへと向かう途中に呼吸困難に陥った。酸素吸入の処置を試みたが奏功せず、一行はベースキャンプへの撤退を余儀なくされた。翌10月5日、ヘナイズは睡眠中に高地肺水腫 (High altitude pulmonary edema, HAPE) で死亡した。生前の彼の遺志により、亡骸はエベレスト北側チャンツェ氷河の近くのイギリスのベースキャンプに葬られた。

## 受賞
生涯に以下の各賞を受賞している。
- Robert Gordon Memorial Award (1968)
- NASA Group Achievement Awards (1971, 1974, 1975, 1978)
- NASA Exceptional Scientific Achievement Medal (1974)

## その他
カールとキャロラインのヘナイズ夫妻は、ジョンソン宇宙センターの向かいにあるナッソーベイの街に、科学者や宇宙エンジニアがひっきりなしに訪れるオープンハウスを運営していた。またヘナイズは、学校での講演を行なったり、宇宙に関心を持つ若者との連絡を取り合ったりするなど、子供や若者に関心を払い続けた。テキサス大学オースティン校天文学科には、将来有望な若い天文学者を支援する目的で「カール・ヘナイズ記念学部生奨学金」が設立された。
1998年のミニシリーズ『フロム・ジ・アース/人類、月に立つ (From the Earth to the Moon)』では、アポロ15号のミッションを題材とした第10話「Galileo was Right」でヘナイズが登場、マーク・マコーレイがヘナイズの役を務めている。